# Anticídeos
Os anticídeos (Anthicidae) são uma família de besouros que se assemelham a formigas. Eles às vezes são chamados de besouros de flores semelhantes a formigas ou besouros semelhantes a formigas. A família compreende mais de 3.500 espécies em cerca de 100 gêneros.

## Descrição

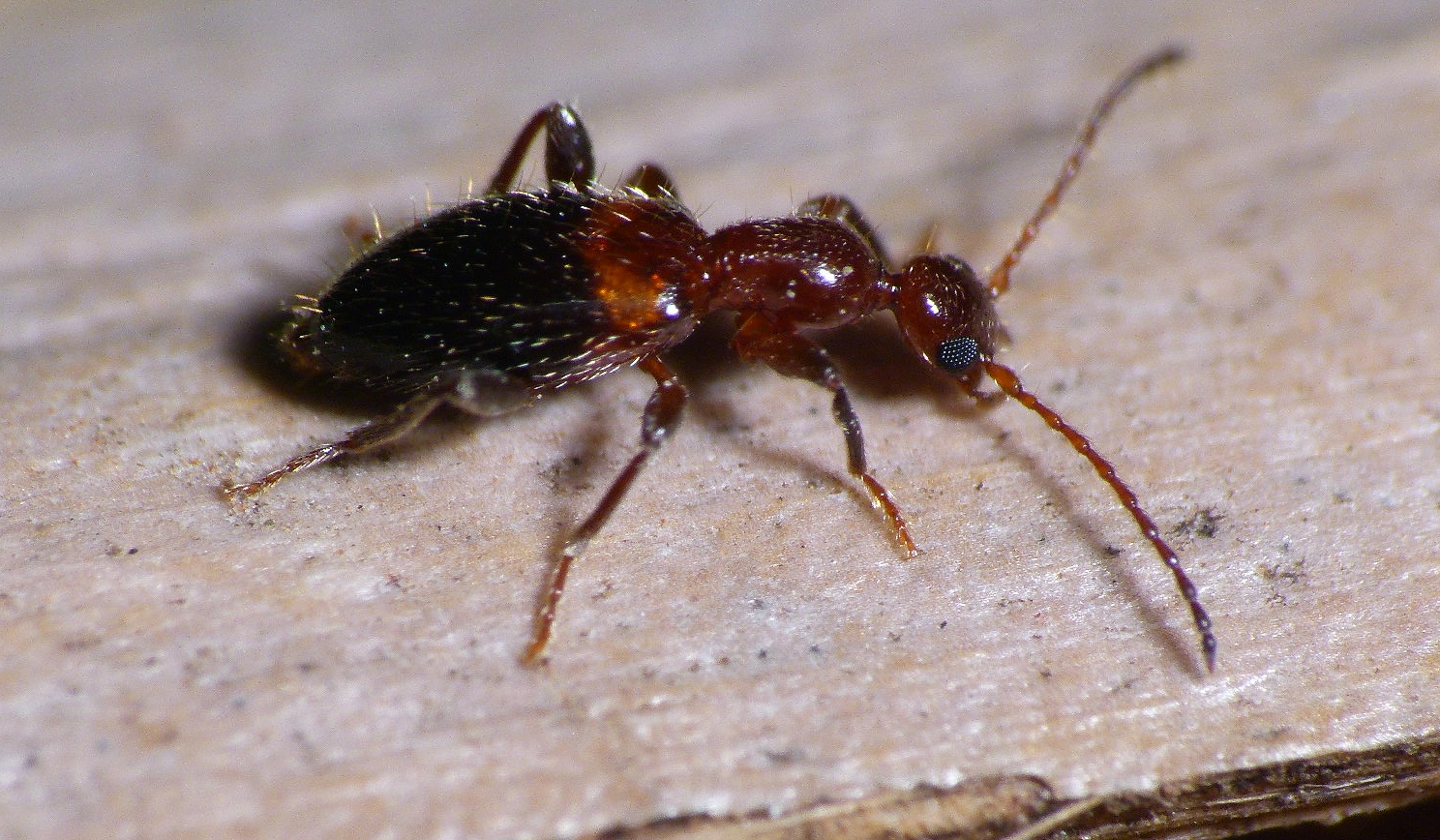
Perfil de um anthicid

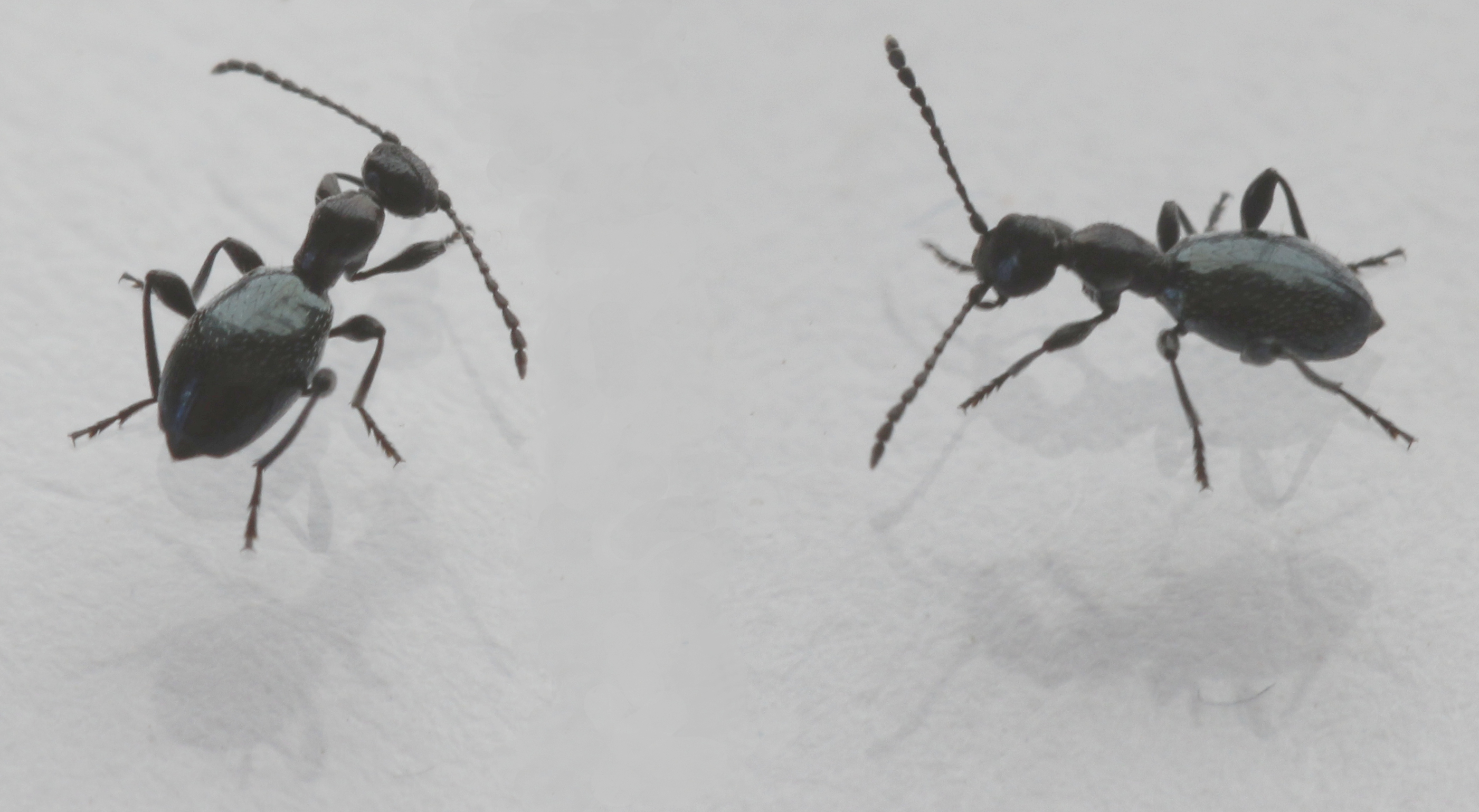
Os membros do gênero Anthelephila são semelhantes a formigas na aparência superficial.

Suas cabeças se contraem logo na frente do pronoto, formando um colo, e a extremidade posterior do pronoto geralmente também é estreita. Pernas e antenas são delgadas, aumentando a aparência de formiga, e o corpo é escassamente coberto com cerdas.

## Biologia
Os besouros adultos são onívoros, sendo conhecidos por consumir pequenos artrópodes, pólen, fungos e o que mais puderem encontrar. Algumas espécies são de interesse como agentes de controle biológico, pois podem comer os ovos ou larvas de pragas. As larvas são onívoras, predadoras ou comedoras de fungos; os jovens de uma espécie de Notoxus foram observados perfurando tubérculos de batata-doce.
Muitos membros da família são atraídos pela cantaridina, que parecem acumular e que impedem possíveis predadores.

## Taxonomia
Sinônimos da família incluem Notoxidae e Ischaliidae. Os primeiros membros conhecidos da família são do Cretáceo Inferior (Barremiano) com idade do âmbar libanês, incluindo Camelomorpha da subfamília Macratriinae.